# Ophiomitra spinea
Ophiomitra spinea är en ormstjärneart som beskrevs av Addison Emery Verrill 1885. Ophiomitra spinea ingår i släktet Ophiomitra och familjen knotterormstjärnor. Inga underarter finns listade i Catalogue of Life.